# Jakob Schmid
Pour les articles homonymes, voir Jakob Schmid.
Jakob Schmid, né le 25 juillet 1886 à Traunstein et mort le 16 août 1964, est un gardien de l'université de Munich, membre de la SA et du parti nazi. Le 18 février 1943, il dénonce Sophie Scholl et Hans Scholl, deux résistants allemands, membres de La Rose blanche. En récompense, il reçoit 3000 reichsmarks et une ovation de la part des étudiants lors d'une cérémonie en son honneur. Le 11 mai 1945, il est arrêté par l'armée américaine, interné puis jugé et condamné à cinq ans de camp de travail en 1946. Il sort de prison en 1951 et retrouve ses droits civiques et sa pension.

## Schmid et la fratrie Scholl

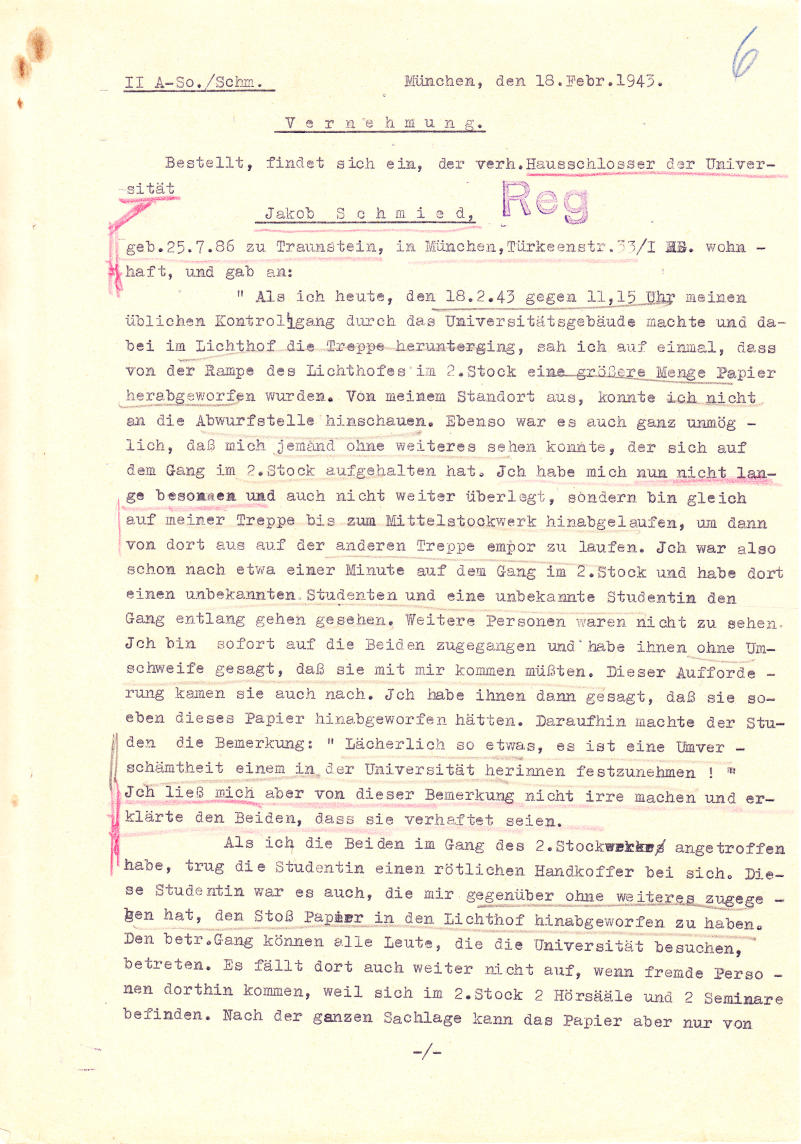
Déposition de Jakob Schmid en date du 18 février 1943.

Depuis 1926, Jakob Schmid travaille comme concierge à l'université de Munich. « Emporté par la vague nazie [...], ou tout simplement opportuniste », il devient membre de la SA, le 1er novembre 1933, puis membre du parti nazi, le 1er mai 1937.
Le 18 février 1943, vers 11 h 15 du matin, il repère Sophie et Hans Scholl, deux membres du mouvement de résistance chrétien La Rose blanche, en train de lancer des tracts dans la cour intérieure de l'université depuis un balcon. Il les rejoint et, aussi étrange que cela puisse paraître, le frère et la sœur ne cherchent pas à lui échapper. Il les remet à Albert Scheithammer, secrétaire du président de l'université. Comme ce dernier est absent, Scheithammer les remet au chef du syndicat de l'université, Ernst Haeffner, lequel appelle la Gestapo. Lorsque celle-ci arrive sur les lieux, elle remercie Ernst Haeffner, qui leur répond : « c'est Jakob Schmid qu'il faut remercier », lequel s'écrie alors : « je n’ai fait que mon devoir ! ».
Les Scholl, et d'autres membres de leur groupe également interrogés et jugés, sont condamnés à mort le 22 février 1943. Avec Christoph Probst, le frère et la sœur sont guillotinés le jour même à la prison de Stadelheim. En récompense de l'arrestation de la fratrie Scholl, Schmid reçoit 3 000 marks et monte en grade, d'ouvrier à employé. Lors de la cérémonie de remerciements organisée dans l'Auditorium Maximum par l'université de Munich en son honneur, des centaines d'étudiants ovationnent le concierge, lequel leur répond en faisant le salut nazi.

## Après la guerre
Le 11 mai 1945, soit trois jours après la fin de la Seconde Guerre mondiale, Schmid est arrêté par les Américains. Il est relâché au bout de 13 semaines d'internement mais perd son travail. À l'issue de son procès en justice, qui a lieu en 1946, il est classé dans la catégorie des Hauptbelastete (« principaux coupables ») et condamné à cinq ans de camp de travail. Il perd en outre le droit d'occuper un poste dans la fonction publique. Il fait appel à deux reprises, faisant valoir qu'il n'avait fait que son devoir et que c'est non pas le contenu des tracts qui était en cause mais leur distribution dans un endroit où c'était interdit. 
En 1951, Schmid est libéré et touche à nouveau une pension de retraite jusqu'à sa mort, le 16 août 1964.

## Le personnage au cinema
Le personnage de Jacob Schmid apparaît dans trois films :
- Der Pedell (de) (« Le concierge »), 1971, téléfilm de Eberhard Itzenplitz, consacré au responsable de l'arrestation des Scholl, avec Heinz Schacht dans le rôle du personnage principal[7].
- Die weiße Rose (La Rose blanche), 1982, de Michael Verhoeven, avec Axel Scholtz dans le rôle de Jakob Schmid.
- Sophie Scholl – Die letzten Tage (Sophie Scholl : Les Derniers Jours), 2005, de Marc Rothemund, avec Wolfgang Pregler dans le rôle de Jakob Schmid.